# 壯阿寶
壯阿寶（1945年12月10日—2015年12月24日），越南官員，赫蒙族，原老街省委書記。

## 生平
1945年12月1日，壯阿寶出生於老街省北河縣左文诸社。
2015年12月24日（乙未年十一月十四），壯阿寶逝世，享壽70歲。越南共產黨中央委員會、越南社會主義共和國國會和越南祖國陣線中央委員會爲壯阿寶舉行高級別儀式的葬禮。安葬於老街省老街市公墓。

## 榮譽
- 一等獨立勳章
- 三等抗美救國抗戰勳章
- 三等戰功勳章
- 二等勞動勳章
- 爲保衛祖國事業紀念章
- 四十年黨齡紀念章